# اتحادیه ضد فاشیست آزادی مردم
اتحادیه ضد فاشیست آزادی مردم (برمه‌ای: ဖက်ဆစ်ဆန့်ကျင်ရေး ပြည်သူ့လွတ်လပ်ရေး အဖွဲ့ချုပ်) به‌طور مخفف (AFPFL) اتحاد سیاسی غالب در برمه (میانمار) از ۱۹۴۵ تا ۱۹۵۸ متشکل از احزاب سیاسی و سازمان‌های توده‌ای و طبقاتی بود.